# Mark Bosnich
Mark Bosnich (ur. 13 stycznia 1972 w Fairfield) – australijski bramkarz, reprezentant kraju, grał także dla takich angielskich klubów jak Aston Villa, Manchester United i Chelsea. W 1997 otrzymał tytuł "Najlepszego piłkarza Oceanii". W 2003 udowodniono mu wielokrotne zażywanie kokainy przez co przerwał karierę piłkarską. Bosnich próbował wrócić na boisko, schudł 15 kilogramów i w 2007 był na testach w klubie Queens Park Rangers. Wystąpił w jednym sparingu, lecz nie zdołał przekonać do siebie działaczy klubu. W 2008 rozpoczął testy w klubie australijskiej ekstraklasy Central Coast Mariners i grał w nim do końca tamtego roku. Od 2009 był zawodnikiem Sydney Olympic, gdzie zakończył karierę piłkarską.